# Фити (озеро)
Фити (англ. Fiti) — пресноводное озеро в регионе Атуа, Самоа. Расположено в кратере на центральной возвышенности острова Уполу. Берега озера поросли дождевым лесом. Классифицируется как пресное, питается за счёт осадков.